# Książę i ja 3: Królewski miesiąc miodowy
Książę i ja 3: Królewski miesiąc miodowy (ang. The Prince and Me 3: A Royal Honeymoon) – amerykańska komedia romantyczna z 2008 roku w reżyserii Catherine Cyran. Kontynuacje filmów Książę i ja z 2004 roku oraz Książę i ja 2: Królewskie wesele z 2006 roku.
Film doczekał się kontynuacji filmu Książę i ja 4: W krainie słoni po 2 latach.

## Opis fabuły
Król Danii Edward (Chris Geere) wraz z żoną Paige (Kam Heskin) udaje się w długo odwlekaną podróż poślubną. Zamiast popularnego kurortu wybierają spokojną Belavię. Wypoczynek zakłóca przybycie Scotta (Adam Croasdell), byłego chłopaka Paige.

## Obsada
- Chris Geere jako król Edward (Eddie)
- Kam Heskin jako królowa Paige
- Adam Croasdell jako Scott
- Todd Jensen jako John Polonius
- Jonathan Firth jako Soren
- Joshua Rubin jako Oliver
- Valentin Ganev jako książę Georgiev

i inni